# Al-Hidschr
Al-Hidschr (arabisch الحجر, DMG al-Ḥiğr) ist die 15. Sure des Korans, sie enthält 99 Verse. Die Sure gehört zu den Teilen des Korans, die in der zweiten mekkanischen Periode hinzukamen (615–620), mit Ausnahme einiger Verse aus dem Schlussabschnitt, die als medinisch betrachtet werden. Der Begriff al-Hidschr bzw. al-Ḥiğr erscheint im Vers 80 („Und die Bewohner von al-Hidschr bezichtigten die Gesandten der Lüge“) und bezieht sich auf die antike Stadt Hegra, das heutige Mada'in Salih, in früheren Zeiten Wohnsitz des Volkes der Thamud.
Nach der einleitenden Basmala und drei geheimnisvollen Buchstaben besteht die Sure aus drei unterschiedlichen Abschnitten. Die Verse 1–48 beschreiben den Menschen und seine Haltung gegenüber Gottes Wohltaten, die göttliche Schöpfung von Menschen, Dschinn sowie die Revolte von Iblis. Die Verse 49–84 warnen vor dem Strafgericht Gottes gegen die sündigen Städte und entsprechen inhaltlich beispielsweise den Stellen in Sure 11:69–83, Sure 29:31–35, und Sure 51:24–37. Der Schlussteil ab Vers 85 beschreibt Gott als Schöpfer, Richter und Beschützer vor Polytheisten und Spöttern.